# Hermann von Vicari
Pour les articles homonymes, voir Vicari (homonymie).
Hermann von Vicari (né le 13 mai 1773 à Aulendorf, mort le 14 avril 1868 à Fribourg-en-Brisgau) est un évêque de l'Église catholique romaine, archevêque de Fribourg de 1842 à 1868.

## Biographie
Hermann von Vicari est ordonné prêtre après ses études de droit en 1797. Ce n'est qu'après qu'il étudie plus sérieusement la théologie et la philosophie. Sans expérience communautaire, il devient l'assistant personnel du vicaire général de l'évêché de Constance Ignaz Heinrich von Wessenberg. Lors de la création de l'archidiocèse de Fribourg-en-Brisgau en 1821, il est nommé comme membre de Constance pour la curie par le chapitre de religieux de Fribourg puis en 1827 vicaire général par l'évêque Bernhard Boll.
Le 24 février 1832, il est nommé évêque auxiliaire de Fribourg et évêque titulaire de Macri (de). Il reçoit le 8 avril 1832 l'ordination épiscopale des mains de Bernhard Boll. Après la mort de Bernhard Boll en 1836, il est élu à l'unanimité par le chapitre comme son successeur, mais échoue en raison des objections de la Curie romaine et du gouvernement de Bade. À sa place, on choisit Ignaz Anton Demeter (de). À la mort de ce dernier en 1842, Hermann von Vicari est de nouveau choisi localement et, malgré leurs mêmes objections, Rome et Bade consentent cette fois à le nommer évêque en raison de son grand âge. Au cours des 26 années de son épiscopat, Hermann von Vicari est le protagoniste d'un conflit impliquant l'Église et l'État du grand-Duché de Bade, essayant de faire respecter le pouvoir de Rome, et devient donc l'une des plus importantes figures de la renaissance du catholicisme allemand au XIXe siècle.
Hermann von Vicari est enterré dans la Cathédrale Notre-Dame de Fribourg. Une statue de Julius Seitz (de) rappelle le portrait de l'ancien archevêque de Fribourg.

## Succession apostolique
Hermann von Vicari a ordonné les évêques suivants :
- Évêque Josef von Lipp (1848)
- Évêque Christoph Florentius Kött (de) (1849)
- Évêque Wilhelm Emmanuel von Ketteler (1850)